# الإرهاب الأحمر (إثيوبيا)
الإرهاب الأحمر هي كانت عبارة عن حملة قمع سياسي عنيفة قام بها الدرچ ضد الجماعات الماركسية اللينينية الأخرى المتنافسة في إثيوبيا وإريتريا الحالية من عام 1976 إلى عام 1978. كانت الحملة محاولة من النظام العسكري لتوطيد الحكم أثناء فترة عدم الاستقرار السياسي بعد الإطاحة بهيلا سيلاسي في 1974. يقدر عدد الذين قتلوا نتيجة للحملة حوالي 10،000 إلى 750،000 ألف قتيل.